# Takagi Toshiyuki
Takagi Toshiyuki (高木 俊幸 (Cao Mộc Tuấn Hạnh) Takagi Toshiyuki, sinh ngày 25 tháng 5 năm 1991) là một cầu thủ bóng đá người Nhật Bản. Hiện tại anh thi đấu cho Cerezo Osaka.

## Gia đình
Anh xuất thân từ một gia đình thể thao, với bố anh, Yutaka, là một cựu cầu thủ bóng chày, thi đấu cho Yokohama BayStars, và em trai, Yoshiaki, hiện tại thi đấu ở Tokyo Verdy.

## Thống kê sự nghiệp

### Câu lạc bộ
Cập nhật đến ngày 07 tháng 1 năm 2018.
| Câu lạc bộ          | Mùa giải            | Giải vô địch | Giải vô địch | Cúp1    | Cúp1      | Cúp Liên đoàn2 | Cúp Liên đoàn2 | Châu lục3 | Châu lục3 | Tổng    | Tổng      |
| Câu lạc bộ          | Mùa giải            | Số trận      | Bàn thắng    | Số trận | Bàn thắng | Số trận        | Bàn thắng      | Số trận   | Bàn thắng | Số trận | Bàn thắng |
| ------------------- | ------------------- | ------------ | ------------ | ------- | --------- | -------------- | -------------- | --------- | --------- | ------- | --------- |
| Tokyo Verdy         | 2009                | 5            | 0            | 0       | 0         | -              | -              | -         | -         | 5       | 0         |
| Tokyo Verdy         | 2010                | 25           | 6            | 1       | 0         | -              | -              | -         | -         | 26      | 6         |
| Tokyo Verdy         | Tổng                | 30           | 6            | 1       | 0         | -              | -              | -         | -         | 31      | 6         |
| Shimizu S-Pulse     | 2011                | 29           | 2            | 4       | 1         | 4              | 1              | -         | -         | 37      | 4         |
| Shimizu S-Pulse     | 2012                | 30           | 9            | 2       | 0         | 7              | 2              | -         | -         | 39      | 11        |
| Shimizu S-Pulse     | 2013                | 30           | 6            | 3       | 2         | 4              | 0              | -         | -         | 37      | 8         |
| Shimizu S-Pulse     | 2014                | 31           | 3            | 4       | 2         | 4              | 1              | -         | -         | 39      | 11        |
| Shimizu S-Pulse     | Tổng                | 120          | 20           | 13      | 5         | 19             | 4              | -         | -         | 152     | 29        |
| Urawa Red Diamonds  | 2015                | 21           | 2            | 2       | 1         | 2              | 0              | 4         | 0         | 33      | 3         |
| Urawa Red Diamonds  | 2016                | 17           | 2            | 1       | 0         | 5              | 4              | 2         | 0         | 25      | 6         |
| Urawa Red Diamonds  | 2017                | 12           | 0            | 3       | 1         | 2              | 0              | 6         | 1         | 23      | 2         |
| Urawa Red Diamonds  | Tổng                | 50           | 4            | 6       | 2         | 9              | 4              | 12        | 1         | 77      | 11        |
| Cerezo Osaka        | 2018                | 0            | 0            | 0       | 0         | 0              | 0              | 0         | 0         | 0       | 0         |
| Cerezo Osaka        | Tổng                | 0            | 0            | 0       | 0         | 0              | 0              | 0         | 0         | 0       | 0         |
| Tổng cộng sự nghiệp | Tổng cộng sự nghiệp | 200          | 30           | 20      | 7         | 28             | 8              | 12        | 0         | 260     | 46        |

1Bao gồm Cúp Hoàng đế Nhật Bản.
2Bao gồm J. League Cup.
3Bao gồm Giải vô địch bóng đá các câu lạc bộ châu Á.

### Quốc tế
Tính đến 27 tháng 6 năm 2010
| Đội tuyển quốc gia | Năm | Số trận | Bàn thắng |
| ------------------ | --- | ------- | --------- |
| U-20 Nhật Bản      |     |         |           |
| 2009               | 4   | 3       |           |
| 2010               | 3   | 0       |           |
| Tổng               | 7   | 3       |           |

| Số lần ra sân và bàn thắng quốc tế | Số lần ra sân và bàn thắng quốc tế | Số lần ra sân và bàn thắng quốc tế                                 | Số lần ra sân và bàn thắng quốc tế | Số lần ra sân và bàn thắng quốc tế | Số lần ra sân và bàn thắng quốc tế | Số lần ra sân và bàn thắng quốc tế                              |
| #                                  | Ngày                               | Địa điểm                                                           | Đối thủ                            | Kết quả                            | Bàn thắng                          | Giải đấu                                                        |
| 2009                               | 2009                               | 2009                                                               | 2009                               | 2009                               | 2009                               | 2009                                                            |
| ---------------------------------- | ---------------------------------- | ------------------------------------------------------------------ | ---------------------------------- | ---------------------------------- | ---------------------------------- | --------------------------------------------------------------- |
|                                    | 7 tháng 11                         | Sân vận động Jalak Harupat Soreang, Bandung, Indonesia             | U-18 Trung Hoa Đài Bắc             | 4–0                                | 0                                  | Vòng loại Giải vô địch bóng đá U-19 châu Á 2010 / U-18 Nhật Bản |
|                                    | 9 tháng 11                         | Sân vận động Jalak Harupat Soreang, Bandung, Indonesia             | Indonesia U18                      | 7–0                                | 3                                  | Vòng loại Giải vô địch bóng đá U-19 châu Á 2010 / U-18 Nhật Bản |
|                                    | 12 tháng 11                        | Sân vận động Jalak Harupat Soreang, Bandung, Indonesia             | Hồng Kông U18                      | 3–0                                | 0                                  | Vòng loại Giải vô địch bóng đá U-19 châu Á 2010 / U-18 Nhật Bản |
|                                    | 17 tháng 11                        | Sân vận động Jalak Harupat Soreang, Bandung, Indonesia             | Australia U18                      | 3–2                                | 0                                  | Vòng loại Giải vô địch bóng đá U-19 châu Á 2010 / U-18 Nhật Bản |
| 2010                               |                                    |                                                                    |                                    |                                    |                                    |                                                                 |
|                                    | 20 tháng 6                         | Ekbatan Stadium Tehran, Tehran, Iran                               | U-19 Iran                          | 2–1                                | 0                                  | Giao hữu / U-19 Nhật Bản                                        |
|                                    | 22 tháng 6                         | Sân vận động Azadi, Tehran, Iran                                   | U-19 Iran                          | 2–5                                | 0                                  | Giao hữu / U-19 Nhật Bản                                        |
|                                    | 27 tháng 6                         | Sân vận động Trung tâm Thể thao Duy Phường, Duy Phường, Trung Quốc | U-19 Trung Quốc                    | 0–1                                | 0                                  | Giao hữu / U-19 Nhật Bản                                        |

## Danh hiệu

### Câu lạc bộ
Urawa Red Diamonds
- Giải vô địch bóng đá các câu lạc bộ châu Á: 2017
- J.League Cup: 2016